# 後野祭
後野 祭（あとの まつり）は日本の男性声優。主にアダルトゲームに出演している。

## 出演
太字は主役・メインキャラクター。

### アダルトゲーム

#### 2001年
- Kasumisan# -真夏のリフレイン
- 闇の声（土屋 剛也）[注 1]

#### 2002年
- Sins Abell 〜緋昏し空の遠く〜（イグラード＝アース）
- D.U.O 〜song for all〜（朽縄）
- MOON. DVD（MOON. CD）（高槻）

#### 2003年
- 天使のいない12月
- マシーナの輝石 〜オゲレツ大百科外伝〜（Nut's、Nut's幹部 三人衆、ジョン J マッコイ）
- MARIONETTE -糸使い-（遠山拓也）

#### 2004年
- ショコラ 〜maid cafe "curio"〜 Re-order（真名井 昭雄（美里の父）、テレビ局アナ、幹事1、同級生5、不動産屋）
- 瀬里奈（烏丸茂二）
- DUEL SAVIOR
- 何処へ行くの、あの日（麻生夏夫、島武）
- Blaze of Destiny II -The beginning of the fate-（ファーレーン、モルス、ヴァルガス、ディガント、戦闘ユニットの声）
- 魔王の娘たち（アモン）
- MARIONETTE -糸使い- DVD Edition（遠山拓也）

#### 2005年
- プリンセス小夜曲（大臣、商人）
- 闇の声異聞録[2]

#### 2006年
- あおぞらマジカ!!（ミツハ）[3]
- angel breath（破滅の将、外人、叔父）
- 抜け忍 〜捕獲、そして調教へ〜（下忍）[4]
- 人妻コスプレ喫茶2（香月高虎）
- ボーイミーツガール（ネコ田）
- Re:（十条直紀）

#### 2007年
- きみはぐ（野沢正）
- 剣乙女ノア（ギルウィンド）[5]
- 車輪の国、悠久の少年少女（樋口三郎）
- 僕がサダメ 君には翼を。（マルコ、ピエール、カトリーヌ）[6]

#### 2008年
- 超昂閃忍ハルカ（オヅヌ）
- 毎日けだものっ!! らぶえろ☆ももいろ☆すくーるらいふ♪（山根小太郎）[7]
- ヨスガノソラ（中里亮平）[8]

#### 2009年
- ハルカナソラ（中里亮平）[9]

### ドラマCD
- 私立アキハバラ学園（ジェット）

### OVA
- 幻夢館 〜愛欲と凌辱の淫罪〜（木戸悟）

陸上部女子は俺の生オナホ!!! The Animation